# Orazio Giaccio
Orazio Giaccio, (???, Aversa – ?, 1660, Neapol ?), italský barokní skladatel, příslušník neapolské operní školy.

## Život

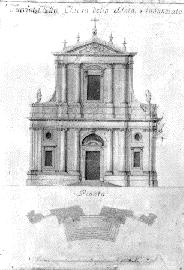
Casa dell'Annunziata

Vše co o tomto skladateli víme, je to, že se narodil koncem šestnáctého století v Averse. V letech 1614 až 1632 byl sbormistrem v Casa dell'Annunziata. Později se stal mnichem.
Ve svém raném období komponoval vesměs hudbu světskou, zejména písně a árie. Po svém vysvěcení v roce 1620 se naopak věnoval pouze hudbě chrámové. Zkomponoval řadu mší, hymnů a náboženských písní. Některé z nich byly publikovány v Neapoli v letech 1621 až 1645.

## Dílo
Do dnešních dnů z hudby Orazia Giaccia přežily písně a vánoční pastorely.
- Canzonette in aria spagnola e italiana, (Neapol, 1613 – 1618)
- Pastorale sulla ciaccona, (1645)
- Peccatori su, su – Pastorale per due tenori e strumenti (?)